# Сарториус, Поль
Поль Элен Мари Жозеф Сарториус (фр. Paul Hélène Marie Joseph Sartorius; 20 сентября 1912, Рубе — 13 февраля 2002, Вильнёв-д’Аск) — французский хоккеист на траве, нападающий. Участник летних Олимпийских игр 1936 года.

## Биография
Поль Сарториус родился 20 сентября 1912 года во французском городе Рубе.
Играл в хоккей на траве за «Поло де Рубе».
В 1936 году вошёл в состав сборной Франции по хоккею на траве на летних Олимпийских играх в Берлине, занявшей 4-е место. Играл на позиции нападающего, провёл 4 матча, забил 1 мяч в ворота сборной Швейцарии.
Умер 13 февраля 2002 года во французской коммуне Вильнёв-дʼАск.

## Семья
Дядя — Эмиль Сарториус (1883—1933), французский футболист. Участник летних Олимпийских играх 1908 года.